# Scopula formosaria
Scopula formosaria là một loài bướm đêm trong họ Geometridae.